# Micromonolepis pusilla
Micromonolepis pusilla là loài thực vật có hoa thuộc họ Dền. Loài này được (Torr. ex S. Watson) Ulbr. mô tả khoa học đầu tiên năm 1934.